# Caitlin FitzGeraldová
Caitlin FitzGeraldová (nepřech. FitzGerald, * 25. srpna 1983 Camden, Maine, Spojené státy americké) je americká herečka. Její nejznámější rolí je Libby Masters v seriálu Mystérium sexu a Simone v seriálu Sweetbitter.

## Život

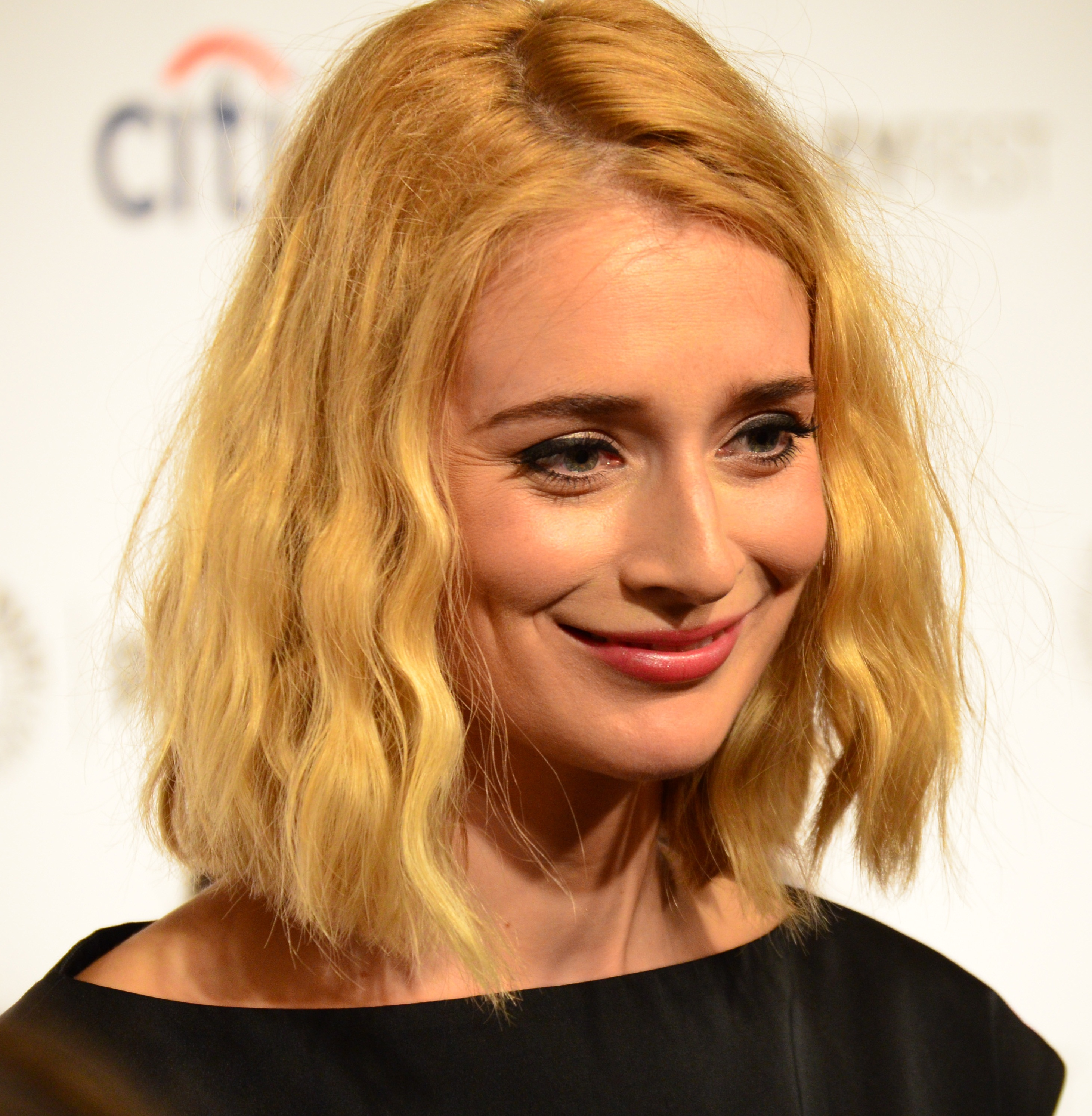
Caitlin Fitzgerald v roce 2014 na Paleyfestu

Narodila se a vyrůstala v Camdenu ve státě Maine. Její otec Des Fitzgerald je bývalým ředitelem nadnárodní zemědělské a potravinářské společnosti ContiGroup a zakladatel velkoobchodu s rybami Ducktrap River Fish Farm. Její matka Pam Allen napsala knihu Knitting for Dummies a založila společnost Quince & Co, která prodává pletací příze. Její dědeček z otcovy strany Desmond Fitzgerald byl náměstkem ředitele CIA během funkčního prezidentského období Kennedyho. Její teta je novinářka Frances Fitzgerald, nositelka Pulitzerovy ceny.
Její zájem o herectví se probudil v dětství, kdy hrála v různých školních a místních uvedeních divadelních her. Chodila na Concordovu akademii v Massachusetts. Později absolvovala na NYU Tisch School of the Arts, kde na Stella Adler Studio of Acting studovala herectví. Taktéž se zabývala Shakespearem na Royal Academy of Dramatic Art v Londýně.

## Filmografie

### Film
| Rok  | Název                               | Role              |
| ---- | ----------------------------------- | ----------------- |
| 2008 | A Jersey Christmas                  | Wellesley         |
| 2009 | Zažít Woodstock                     | mladá žena        |
| 2009 | My Last Day with You                | Ashley            |
| 2009 | Love Simple                         | Keith             |
| 2009 | Nějak se to komplikuje              | Lauren Adler      |
| 2011 | Dirty Movie                         | bankovní úřednice |
| 2011 | Slečny v nesnázích                  | Priss             |
| 2011 | Newlyweds                           | Katie             |
| 2012 | The Fitzgerald Family Christmas     | Connie Fitzgerald |
| 2012 | Like the Water                      | Charlie McRill    |
| 2013 | Mutual Friends                      | Liv               |
| 2014 | Adult Beginners                     | Kat               |
| 2015 | Manhattan Romance                   | Theresa           |
| 2016 | Always Shine                        | Beth              |
| 2016 | Mercy                               | Melissa           |
| 2016 | The Show                            | Sylvia            |
| 2017 | Dárek od srdce                      | Alison            |
| 2018 | Muž, co zabil Hitlera a pak yettiho | Maxine            |
| 2020 | Chicagský tribunál                  | Daphne O'Connor   |

### Televize
| Rok       | Název                                     | Role                   | Poznámky                             |
| --------- | ----------------------------------------- | ---------------------- | ------------------------------------ |
| 2008      | Zákon a pořádek: Útvar pro zvláštní oběti | Anna/Natalie Bleers    | díl: „Wildlife“                      |
| 2009      | Nemocnice Mercy                           | Erika                  | díl: „Hope You're Good, Smiley Face“ |
| 2010      | Jak dobýt Ameriku                         | Rachelina kamarádka    | díl: „Střihy, džínovina a dolary“    |
| 2010      | Spravedlnost v krvi                       | Benita                 | díl: „After Hours“                   |
| 2011      | Super drbna                               | Epperly Lawrence       | vedlejší role, 3 díly                |
| 2013–2016 | Mystérium sexu                            | Libby Masters          | hlavní role, 46 dílů                 |
| 2014      | Heidi Klum: Svět modelingu                | hostující porotkyně    | 13. série, 8. díl                    |
| 2016      | Nová holka                                | Diane                  | díl: „Return to Sender“              |
| 2016      | Rectify                                   | Chloe                  | vedlejší role, 7 dílů                |
| 2017      | Code Black                                | doktorka Gretchen Kerr | vedlejší role, 2 díly                |
| 2018      | UnREAL                                    | Serena                 | hlavní role                          |
| 2018–2019 | Sweetbitter                               | Simone                 | hlavní role                          |
| 2018–2023 | Boj o moc                                 | Tabitha                | vedlejší role; 9 dílů                |
| 2021–2022 | Stanice 11                                | Elizabeth              | minisérie; vedlejší role, 3 díly     |
| 2022      | Neskutečná Anna                           | Mags                   | vedlejší role; 3 díly                |